# Cuca Escribano
Antonia Escribano García-Conde (Madrid, 1973), més coneguda com a Cuca Escribano, és una actriu espanyola, el treball de la qual ha estat guardonat en múltiples ocasions.
De mare asturiana i pare sevillà, va néixer a Madrid en 1973, però la seva infància i adolescència van transcórrer a Andalusia, especialment a Utrera i a Sevilla.

## Els seus inicis
Durant la seva infantesa participava en les obres teatrals del col·legi però va anar a l'Institut del Teatre de Sevilla on va desenvolupar la seva vocació, rebent formació integral en múltiples disciplines com a dramatúrgia, cant, música i dansa. En aquests anys va tenir mestres de la talla de Carlos Gandolfo i Pierre Byland.
Els seus primers passos professionals els va donar al Centre Andalús de Teatre, interpretant obres de Shakespeare i de Federico García Lorca i en la companyia teatral Los Ulen. També va treballar als espectacles de l'Expo92 a Sevilla.

## Trajectòria artística

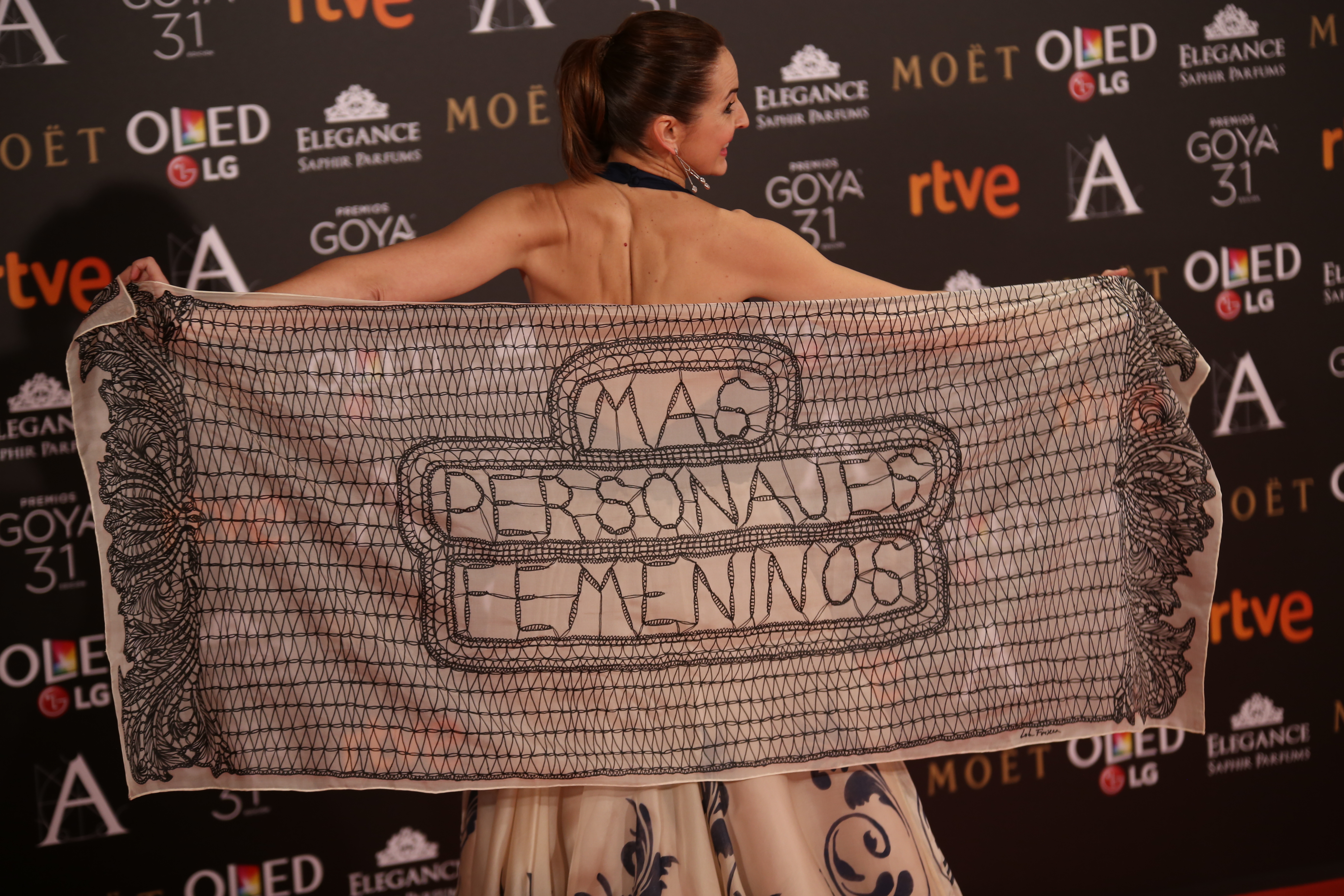
Cuca Escribano als Premis Goya de 2017

La major part de la seva carrera artística s'ha desenvolupat a Espanya, però també ha participat en produccions llatinoamericanes. Al llarg de la seva trajectòria ha treballat amb importants directors com Antonio Banderas, Jaime de Armiñán, Gerardo Herrero i Azucena Rodríguez.
El 1998, Cuca Escribano va protagonitzar a la televisió les sèries Plaza Alta i Arrayán, per a les quals va gravar més de mil capítols. Quatre anys més tard, amb la pel·lícula Poniente de la directora Chus Gutiérrez, li va arribar l'oportunitat d'interpretar el seu primer paper protagonista, al costat de José Coronado i Antonio de la Torre. La seva actuació li va valer el reconeixement de la crítica i diversos guardons.
Altres interpretacions recordades d'aquesta actriu espanyola al cinema són les de Maribel a Los aires difíciles i Fina a El camino de los ingleses sota la direcció d'Antonio Banderas.
El 2004 arriba al cinema llatinoamericà protagonitzant Caribe, amb Jorge Perugorría, sota la direcció del costariqueny Esteban Ramírez. El 2009 es va traslladar a Cuba per participar en el rodatge de la pel·lícula Afinidades, dirigida per Jorge Perugorría i Vladimir Cruz, recordats per les seves actuacions a Fresa y chocolate.
Entre 2008 i 2009, Cuca Escribano va compaginar la gravació de la sèrie Sin tetas no hay paraíso amb l'estrena i la gira de l'obra teatral Gatas, dirigida per Manuel González Gil i amb col·laboracions en pel·lícules com Retorno a Hansala i Amores locos, al costat d'Eduard Fernández.
A mitjans de 2010, va ser seleccionada per treballar a la sèrie La reina del sur, basada en la novel·la homònima d'Arturo Pérez-Reverte. A finals de 2015 s'incorpora al repartiment de la sèrie Acacias 38 a La 1 interpretant 'Doña Lourdes de Palacios'. En 2016 abandona la sèrie després de 57 capítols.

## Filmografia

### Actuació en cinema
| Any  | Pel·lícula                 | Personatge           | Director/a                       |
| ---- | -------------------------- | -------------------- | -------------------------------- |
| 2016 | La isla                    | María                | Ahmed Boulane                    |
| 2015 | Solo química               | Chica 1              | Alfonso Albacete                 |
| 2014 | La ignorancia de la sangre | Cristina Ferrera     | Manuel Gómez Pereira             |
| 2014 | Los tontos y los estúpidos | Paula                | Roberto Castón                   |
| 2014 | 321 días en Michigan       | Doña Amalia          | Enrique García                   |
| 2014 | Carmina y amén             | Mujer del entierro   | Paco León                        |
| 2010 | Afinidades                 | Cristina             | Jorge Perugorría i Vladimir Cruz |
| 2009 | Amores locos               |                      | Beda Docampo Feijóo              |
| 2008 | Retorno a Hansala          | Carmen               | Chus Gutiérrez                   |
| 2008 | 14, Fabian Road            | Fernanda Segovia     | Jaime de Armiñán                 |
| 2007 | Una mujer invisible        | Actriz               | Gerardo Herrero                  |
| 2007 | Atlas de geografía humana  | Ana                  | Azucena Rodríguez                |
| 2006 | El camino de los ingleses  | Fina                 | Antonio Banderas                 |
| 2006 | Faltas leves               | Lola                 | Octavio Massia                   |
| 2006 | Los aires difíciles        | Maribel              | Gerardo Herrero                  |
| 2004 | Caribe                     | Abigail              | Esteban Ramírez                  |
| 2004 | Recambios                  | Ángela               | Manu Fernández                   |
| 2002 | Poniente                   | Lucía                | Chus Gutiérrez                   |
| 2001 | Amar y morir en Sevilla    | Doña Ana             | Víctor Alcázar                   |
| 1999 | Solas                      |                      | Benito Zambrano                  |
| 1998 | Yerma                      | Acompañante de rezos | Pilar Távora                     |

### Curtmetratges
| Any  | Curtmetratge                                   | Personatge          | Director/a                |
| ---- | ---------------------------------------------- | ------------------- | ------------------------- |
| 2015 | Gazpacho                                       |                     | Samuel Salazar            |
| 2014 | Ángeles rotos                                  | Juana               | Lia Chapman               |
| 2014 | Flexibility                                    |                     | Remedios Crespo           |
| 2014 | Pelucas                                        | Silvia              | José Manuel Serrano Cueto |
| 2013 | Subterráneo                                    | Susana              | Miguel Ángel Carmona      |
| 2011 | Agua pasada                                    |                     | Agnès Guilbault           |
| 2007 | El pan nuestro                                 |                     | Aitor Merino              |
| 2005 | Contratiempos                                  | Voz del contestador | Antonio Gómez-Olea        |
| 2000 | En malas compañías                             |                     | Antonio Hens              |
| 1998 | El agua hilvanada                              |                     | Remedios Crespo           |
| 1995 | Alta manera                                    | Virgen              | Remedios Crespo           |
| 1994 | Siempre que pasa lo mismo ocurre algo parecido |                     | Javier Gil                |

### Televisió
| Any/s       | Sèrie de Televisió                  | Personatge             | Cadena    | Notas        |
| ----------- | ----------------------------------- | ---------------------- | --------- | ------------ |
| 1998        | Todos los hombres sois iguales      |                        | Telecinco | 1 episodi    |
| 1998        | Al salir de clase                   | Patricia               | Telecinco | 2 episodis   |
| 2001        | Periodistas                         |                        | Telecinco | 1 episodi    |
| 2001        | Arrayán                             | Teresa del Valle       | Canal Sur | 1 episodi    |
| 2002        | Policías, en el corazón de la calle |                        | Antena 3  | 1 episodi    |
| 2002        | Hospital Central                    | Raquel                 | Telecinco | 1 episodi    |
| 2002        | El comisario                        |                        | Telecinco | 1 episodi    |
| 2003        | Código Fuego                        | Amaya                  | Antena 3  | 6 episodis   |
| 2004        | El inquilino                        | Paula                  | Antena 3  | 13 episodis  |
| 2006        | Estudio 1                           | Lucila Marty           | La 1      | 1 episodi    |
| 2008 - 2009 | Sin tetas no hay paraíso            | Fina Ruiz              | Telecinco | 28 episodis  |
| 2011        | La reina del sur                    | Sheila                 | Telemundo | 18 episodis  |
| 2011 - 2012 | El secreto de Puente Viejo          | Doña Águeda de Mesía   | Antena 3  | 111 episodis |
| 2013        | Luna, el misterio de Calenda        | Madre de Ricky         | Antena 3  | 1 episodi    |
| 2014        | Velvet                              | Lydia Cano             | Antena 3  | 1 episodi    |
| 2015        | Olmos y Robles                      | Lola Portillo          | La 1      | 1 episodi    |
| 2016        | Acacias 38                          | Lourdes de Palacios    | La 1      | 57 episodis  |
| 2017        | Tiempos de guerra                   | Reina Victoria Eugènia | Antena 3  | 6 episodis   |
| 2017        | El Ministerio del Tiempo            | Señora Daylon          | La 1      | 1 episodi    |
| 2019        | La reina del sur 2                  | Sheila                 | Telemundo | 36 episodis  |
| 2019        | Malaka                              | Olga de la Cova        | La 1      | 8 episodis   |

### Telefilms
- Lo que ha llovido. (2011).
- Asunto Reiner. (2009). Tv Movie.
- Las cuatro vidas de Carlos. (2007). Tv Movie. Hay que vivir
- Pasión adolescente. (2001).
- Plaza alta. (1998).
- El Séneca. (1996).
- Doña María Coronel. (1995).
- Margot y el diablo. (1993).

### Actuació en teatre
- Gatas. Manuel González Gil (2008).
- Riñas son amores. Alfonso Zurro (1997).
- Julio César. Daniel Suárez (1996).
- Cadáveres exquisitos. Pierre Byland (1994).
- Cien años de Cante. Pedro Bacán. Gira 93/94 (1993).
- Tírate de la moto. J. M. Rodríguez Buzón (1990).
- Nit de Nits creació d'Els Comediants. Canet de Mar(1989).

### Videoclips
- "Sin saber porqué" de Vanesa Martín (2014)

## Premis i reconeixements
| Certamen                                                        | Categoria                          | Obra                      | Any  |
| --------------------------------------------------------------- | ---------------------------------- | ------------------------- | ---- |
| Cinefosc – Festival de Curtmetratges de Monistrol de Montserrat | Millor actriu                      | Subterráneo               | 2014 |
| Concurs de Curts de Daimiel                                     | Esment Especial a la Millor actriu | Subterráneo               | 2014 |
| Festival de Cinema d'Alacant                                    | Millor actriu                      | Asunto Reiner             | 2010 |
| Festival de cinema de Benalmàdena                               | Millor interpretació femenina      | Atlas de geografía humana | 2007 |
| Festival de Cinema d'Espanya de Tolosa de Llenguadoc            | Millor actriu                      | Atlas de geografía humana | 2007 |
| Festival Curtmetratges de Madrid Plataforma Nous Realitzadors   | Millor interpretació femenina      | El pan nuestro            | 2007 |
| Premi Asecan                                                    | Millor actriu                      | Poniente                  | 2003 |
| Premis Turia                                                    | Millor actriu                      | Poniente                  | 2003 |
| Medalles del Cercle d'Escriptors Cinematogràfics                | Nominació actriu revelació         | Poniente                  | 2003 |